# Myolie Wu

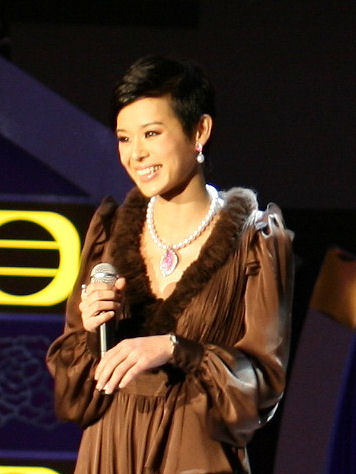
Myolie Wu

Myolie Wu (chinesisch 胡杏兒 / 胡杏儿, Pinyin Hú Xìng'ér, Jyutping Wu4 Hang6ji4, englisch Wu Hang Yee, * 6. November 1979 in Hongkong) ist eine chinesische Schauspielerin.

## Leben
Myolie Wu studierte an der Hong Kong University of Science and Technology Biochemie und später am Methodist College Belfast OLR. 1999 belegte sie bei der Wahl zur Miss Hongkong den zweiten Platz und schauspielerte in einigen Fernsehserien. Ihr Talent wurde jedoch erst nach der Serie Golden Faith (流金歲月) entdeckt.
Im Mai 2008 unterschrieb sie ein Vertrag mit einer Plattenfirma. Ende 2008 bekam sie 2 beliebter Preise als Newcomer.

## Filmografie

### Fernsehserien
- 2001: The Awakening Story (婚前昏後)
- 2001: Colourful Life (錦繡良緣)
- 2001: At Point Blank (婚姻乏術)
- 2002: Legal Entanglement (法網伊人)
- 2002: Eternal Happiness (再生緣)
- 2002: Golden Faith (流金歲月)
- 2002: Family Man (絕世好爸)
- 2003: Survivor’s Law (律政新人王)
- 2003: Triumph In The Skies (衝上雲霄)
- 2004: Dream Of Colours (下一站彩虹)
- 2005: Lost In The Chamber Of Love (西廂奇緣)
- 2005: Scavengers’ Paradise (同撈同煲)
- 2005: The Gateau Affairs (情迷黑森林)
- 2005: Wars of In-Laws (我的野蠻奶奶)
- 2005: When Rules Turn Loose (識法代言人)
- 2006: To Grow With Love (肥田囍事)
- 2006: Net Deception (追魂交易)
- 2007: Doomed To Oblivion (鄭板橋)
- 2007: War And Destiny (亂世佳人)
- 2007: The Drive Of Life (歲月風雲)
- 2008: Wars Of In-Laws II (野蠻奶奶大戰戈師奶)
- 2008: The Master Of Tai Chi (太極)
- 2008: When A Dog Loves A Cat (当狗爱上猫)
- 2009: Burning Flames III (烈火雄心III)
- 2009: A Chip Off The Old Block (巴不得爸爸)
- 2010: In The Eye Of The Beholder (秋香怒點唐伯虎)
- 2010: Beauty’s Rival In Palace (美人心計)
- 2010: Happy Mother-In-Law, Pretty Daughter-In-Law (歡喜婆婆俏媳婦)

## Gastauftritte

### Fernsehserien
- 2003: Virtues Of Harmony II (皆大歡喜)

## Songs
- 嫁衣裳: Lost In The Chamber Of Love (西廂奇緣) mit Ron Ng (吳卓羲)
- 同撈同煲: Scavengers' Paradise (同撈同煲) mit Roger Kwok (郭晉安), Kenneth Ma (馬國明) und Cherie Kong (江芷妮)
- 家規: Wars of In-laws (我的野蠻奶奶) mit Elizabeth „Liza“ Wang (汪明荃) und Bosco Wong (黃宗澤)
- 幸而: War and Destiny (亂世佳人)
- 醜得漂亮: To Grow With Love (肥田囍事) mit Andy Hui (許志安)
- 豬小姐: To Grow With Love (肥田囍事)
- 感激遇到你: Wars of In-Laws II (野蠻奶奶大戰戈師奶) mit Bosco Wong (黃宗澤)
- 朱古力與雲呢拿: Sugar Sugar Rune (魔女的考驗) mit Bernice Liu (廖碧兒)
- 最難過今天: Wars of In-Laws II (野蠻奶奶大戰戈師奶) mit  Vincent Wong (王浩信)
- 当狗爱上猫: When A Dog Loves A Cat (当狗爱上猫) mit Gallen Lo Ka-Leung (羅嘉良)